# 론 브라우즈
론 브라우즈(Ron Browz, 1982년 12월 6일 ~)는 미국의 싱어겸 프로듀서겸 랩가수이다.현재 유니버설 뮤직 그룹 소속이며, 음악의 한 종류인 오토튠을 사용한다.